# Massacre de Akihabara

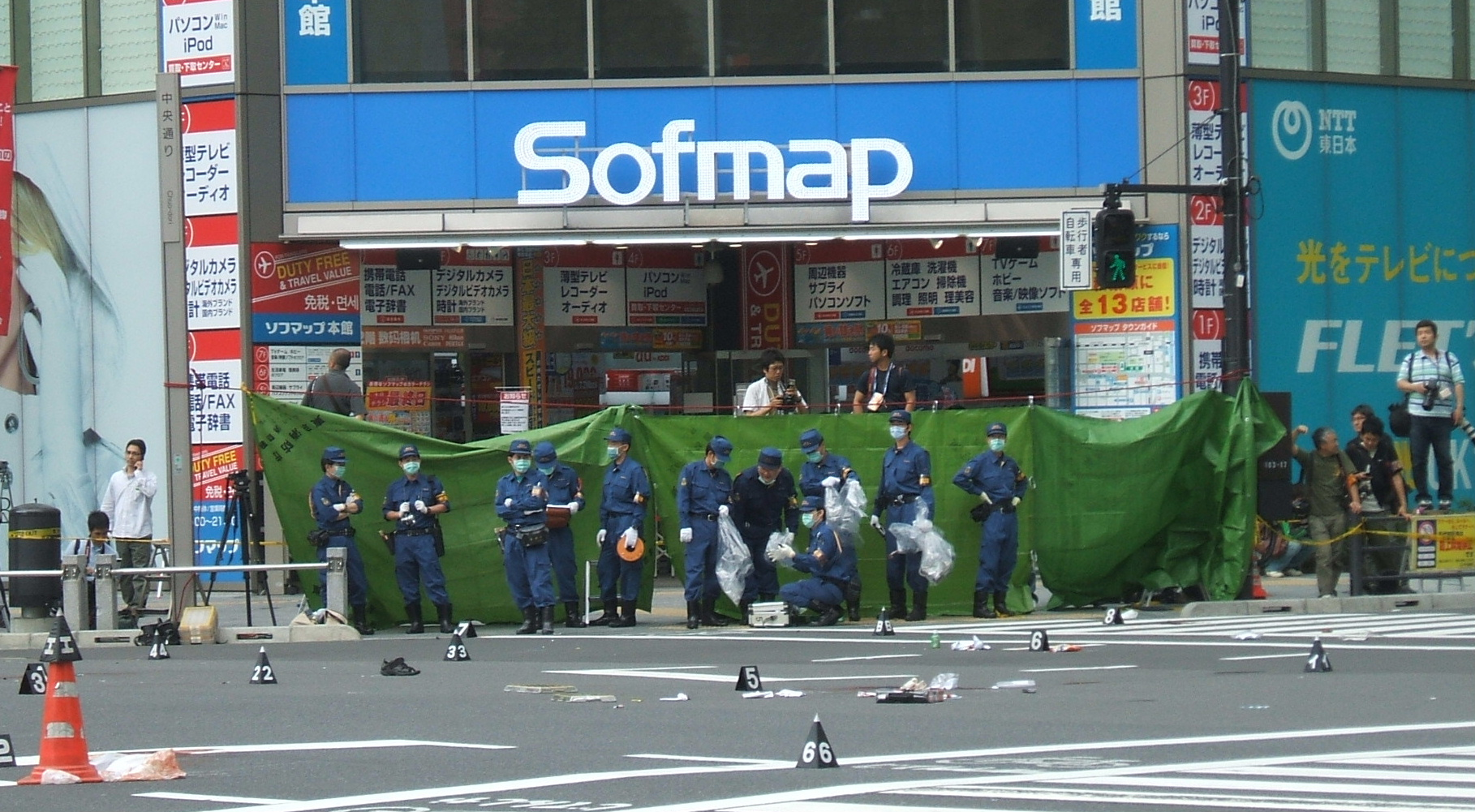
Polícia

O Massacre de Akihabara (秋葉原通り魔事件), que teve lugar no distrito de Chiyoda Akihabara, Tokyo, Japão, em 8 de junho de 2008 fez 7 vítimas. Aproximadamente às 12h30 daquela tarde (JST - Japan Standard Time), foi um incidente de assassinato em massa ocorrido em 8 de junho de 2008, no bairro comercial de Akihabara, em Chiyoda, Tóquio, Japão. O perpetrador, Tomohiro Katō (加藤 智大, Katō Tomohiro) de Susono, Shizuoka, de 25 anos, dirigiu-se contra uma multidão com um caminhão alugado, matando inicialmente três pessoas e ferindo duas; Em seguida, ele esfaqueou pelo menos doze pessoas usando um punhal, matando outras quatro pessoas e ferindo oito.
O Departamento de Polícia Metropolitana de Tóquio prendeu Katō por suspeita de tentativa de homicídio, mantendo-o na delegacia de Manseibashi. Dois dias depois, em 10 de junho, ele foi enviado para o Ministério Público do Distrito de Tóquio. Mais tarde, ele foi preso novamente pela polícia em 20 de junho por suspeita de assassinato. Katō foi condenado à morte pelo Tribunal Distrital de Tóquio em 2011. A sentença foi mantida em segunda instância em 2015, e ele foi executado em 26 de julho de 2022.

## Vítimas
- Kazunori Fujino (藤野和倫, 19 anos)
- Takahiro Kawaguchi (川口隆裕, 19 anos)
- Katsuhiko Nakamura (中村勝彦, 74 anos)
- Naoki Miyamoto (宮本直樹, 31 anos)
- Mitsuru Matsui (松井満, 33 anos)
- Kazuhiro Koiwa (小岩和弘, 47 anos)
- Mai Muto (武藤舞, 21 anos) - única mulher.

## Condenação e execução
Em 24 de março de 2011, Katō foi condenado à morte pelo Tribunal Distrital de Tóquio depois que este o considerou totalmente responsável pelo ataque. Em setembro de 2012, o Tribunal Superior de Tóquio confirmou a pena de morte em segunda instância. Katō expressou remorso pelo massacre, afirmando que ele "gostaria de pedir desculpas àqueles que faleceram, aos feridos e suas famílias". Ao entrar com uma confissão de culpa, ele disse que "sabia que era o culpado, embora [ele] não tivesse memória de algumas partes do incidente". A Suprema Corte do Japão confirmou a pena de morte em 2 de fevereiro de 2015. A sentença de morte de Katō foi posteriormente finalizada, e ele foi mantido no corredor da morte até ser executado por enforcamento na Casa de Detenção de Tóquio na manhã de 26 de julho de 2022.